# Solidago riddellii
Solidago riddellii là một loài thực vật có hoa trong họ Cúc. Loài này được Frank miêu tả khoa học đầu tiên năm 1835.